# Прем'єр-дивізіон (Камерун)
Прем'єр-дивізіон чемпіонату Камеруну з футболу (фр. MTN Elite one) — найвищий дивізіон національного футбольного чемпіонату Камеруну. Ліга заснована у 1961 році. З моменту заснування Прем'єр-дивізіону чемпіонами були 16 клубів.

## Історія
Перший чемпіонат відбувся в Камеруні після здобуття незалежності у 1961 році, у ньому брали участь 11 клубів. До 2003 року в Камеруні чемпіонат проходив в одне коло із 16 командами. На загальному засіданні, що відбулося 29 квітня 2003 року, Камерунська федерація футболу провела часткову реформу, яка дозволила створити в 2004 році чемпіонат у два етапи з 18 клубами, розділеними на дві групи по 9 команд у кожній. Проте вже з наступного сезону формат турніру знову зазнав змін — команди, кількість яких постійно варіювалася з 14 — до 20, стали виявляти переможця у двоколовому турнірі.

## Переможці
- 1961 : Орікс Дуала
- 1962 : Кайман Дуала
- 1963 : Орікс Дуала
- 1964 : Орікс Дуала
- 1965 : Орікс Дуала
- 1966 : Діамант Яунде
- 1967 : Орікс Дуала
- 1968 : Кайман Дуала
- 1969 : Юніон Дуала
- 1970 : Канон Яунде
- 1971 : Егль Ройяль (Нконгсамба)
- 1972 : Леопардс Дуала
- 1973 : Леопардс Дуала
- 1974 : Канон Яунде
- 1975 : Кайман Дуала
- 1976 : Юніон Дуала
- 1977 : Канон Яунде
- 1978 : Юніон Дуала

- 1979 : Канон Яунде
- 1980 : Канон Яунде
- 1981 : Тоннер
- 1982 : Канон Яунде
- 1983 : Тоннер
- 1984 : Тоннер
- 1985 : Канон Яунде
- 1986 : Канон Яунде
- 1987 : Тоннер
- 1988 : Тоннер
- 1989 : Расінг Бафуссам
- 1990 : Юніон Дуала
- 1991 : Канон Яунде
- 1992 : Расінг Бафуссам
- 1993 : Расінг Бафуссам
- 1994 : Егль Рояль (Нконгсамба)
- 1995 : Расінг Бафуссам
- 1996 : Уніспорт де Бафанг

- 1997 : Котон Спорт
- 1998 : Котон Спорт
- 1999 : Сабле
- 2000 : Фову Бахам
- 2001 : Котон Спорт
- 2002 : Канон Яунде
- 2003 : Котон Спорт
- 2004 : Котон Спорт
- 2005 : Котон Спорт
- 2006 : Котон Спорт
- 2007 : Котон Спорт
- 2008 : Котон Спорт
- 2009 : Тіко Юнайтед
- 2010 : Котон Спорт
- 2011 : Котон Спорт
- 2012 : Юніон Дуала
- 2013 : Котон Спорт
- 2014 : Котон Спорт

- 2015 : Котон Спорт
- 2016 : УМС де Лум
- 2017 : Егль Ройяль де ля Лекю (Мфоу)
- 2018 : Котон Спорт
- 2019 : УМС де Лум
- 2019/2020 : PWD de Bamenda
- 2020/2021 : Котон Спорт
- 2022 : Котон Спорт
- 2022/23 : Котон Спорт
- 2023/24: Вікторія Юнайтед